# Denkmal für Pedro Álvares Cabral (Lissabon)

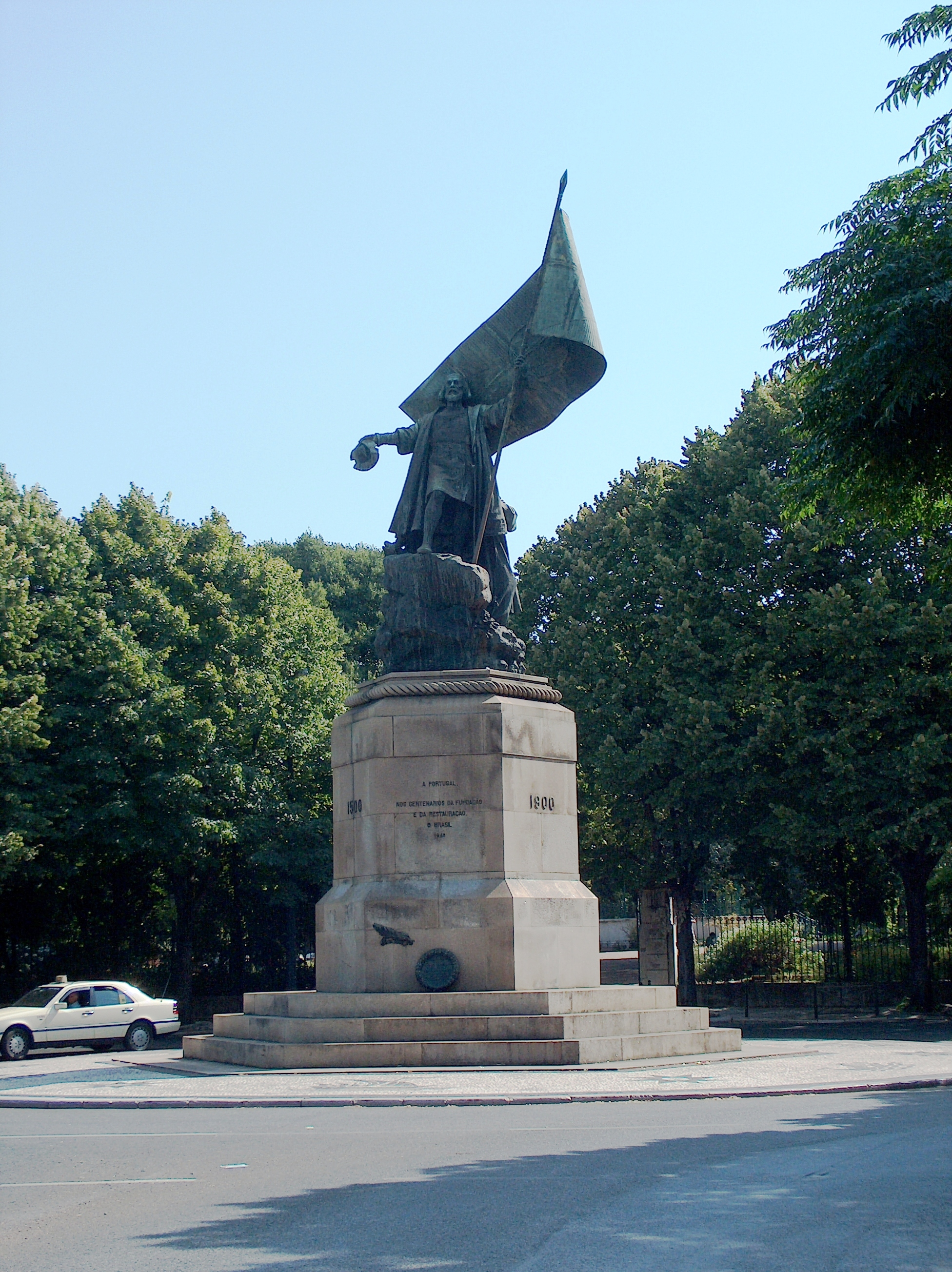
Denkmal für Pedro Álvares Cabral in Lissabon

Das Denkmal für Pedro Álvares Cabral ist ein Ehrenmal für den portugiesischen Entdecker Pedro Álvares Cabral in der Stadtgemeinde Campo de Ourique der portugiesischen Hauptstadt Lissabon. Es wurde 1941 mit militärischen Ehren feierlich enthüllt. 
Ein Denkmal in gleicher Ausführung hatte der Bildhauer Rodolfo Bernardelli 1940 in Rio de Janeiro geschaffen. Die Kopie war ein Geschenk der brasilianischen Regierung an Portugal.  
Koordinaten: 38° 42′ 56,9″ N, 9° 9′ 30,9″ W